# Eddie McClintock

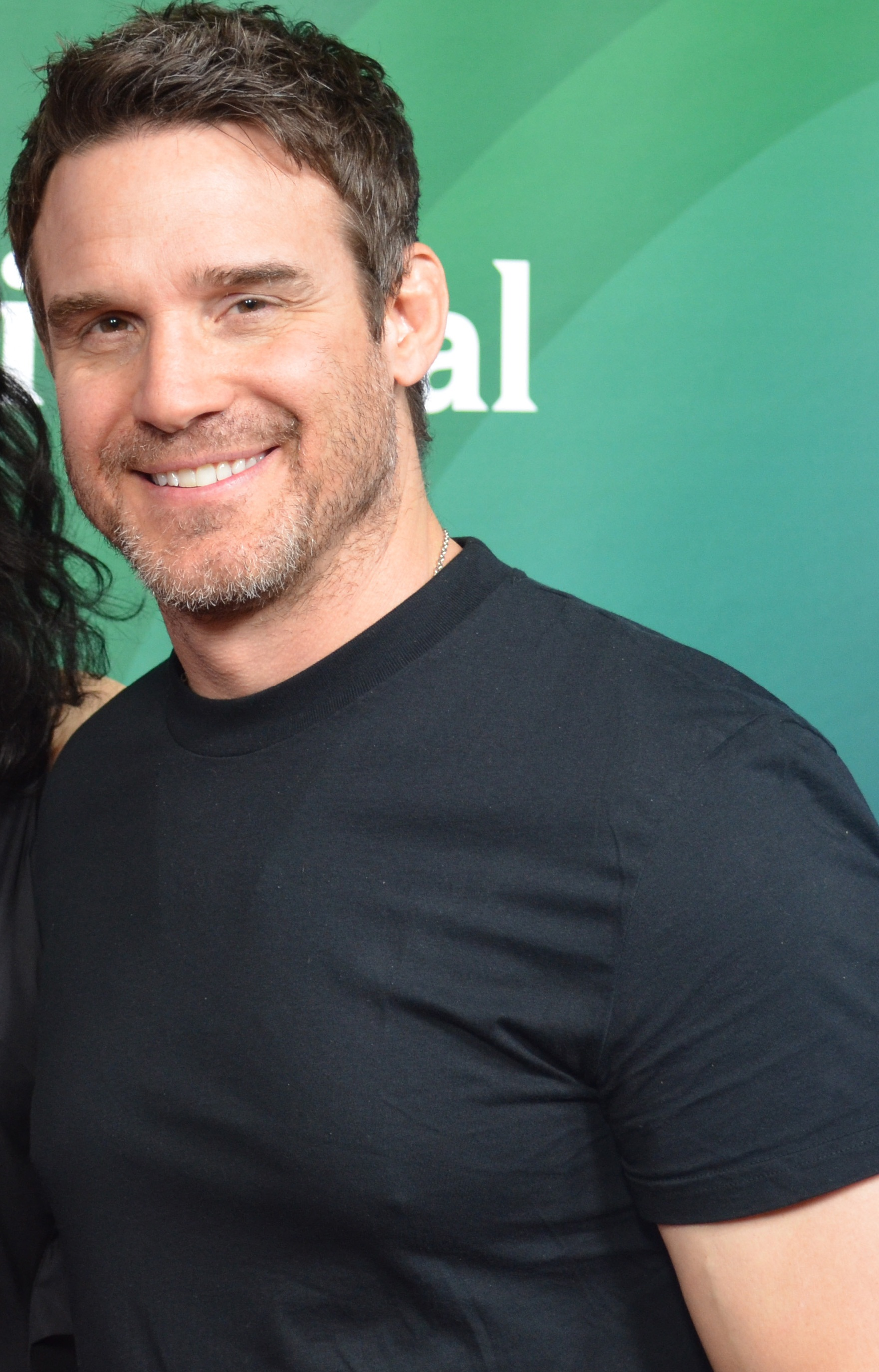
Eddie McClintock (2014)

Edward „Eddie“ Theodore McClintock (* 27. Mai 1967 in North Canton, Ohio) ist ein US-amerikanischer Schauspieler, der vor allem durch seine Auftritte in zahlreichen international bekannten Fernsehserien Bekanntheit erlangte. 2009 bis 2014 hatte er die Rolle des Secret-Service-Agenten Peter Lattimer in der Science-Fiction-Fernsehserie Warehouse 13 inne.

## Leben und Karriere
Eddie McClintock wurde im Jahre 1967 in der Stadt North Canton im US-Bundesstaat Ohio geboren, wo er auch aufwuchs. Im Laufe der Jahre versuchte er sich unter anderem als Wrestler und kam nach der High School an die Wright State University nach Faiborne, einem Vorort von Dayton in Ohio, wo er ebenfalls der Wrestlingmannschaft der universitätseigenen Sportabteilung angehörte. Nach seiner Zeit an der Universität, die er im Studiengang „Business-Kommunikation“ abschloss, begann er anfangs eine Karriere als Produktionsassistent, um danach als Kameraassistent ins Film- und Fernsehgeschäft zu starten. Dabei war er im Jahre 1993 als zweite Kameraassistenz des Filmes Fire Line – Die große Chance im Einsatz. Zu seiner eigentlichen Schauspielkarriere fand er erst um sein 30. Lebensjahr, als er 1997 zu einem Auftritt in einer Episode von Diagnose: Mord kam. Im gleichen Jahr kam McClintock zu einer wiederkehrenden Rolle in der Serie Ned & Stacey, wo er als Chazz Gordon zu sehen war. Bereits im darauffolgenden Jahr bekam er in der Serie Schief gewickelt seine erste Hauptrolle, in der er in allen 13 Episoden zu sehen war. Im Jahr 1999 war er schließlich in einer Episode der nur kurzlebigen Sitcom Zoe, Duncan, Jack & Jane im Einsatz und kam noch im gleichen Jahr zu einem ersten Filmauftritt, den er in Lawrence Kasdans Film Dr. Mumford hatte. Außerdem kam er 1999 auch noch als einer der Hauptcharaktere in den Cast von Männer ohne Nerven, wo er an der Seite von Tony Shalhoub, Neil Patrick Harris, Heather Paige Kent oder Dorie Barton zu sehen war. Als die Serie bereits im Folgejahr nach nur einer Staffel mit 22 Episoden abgesetzt wurde und McClintock bis zu diesem Zeitpunkt in allen Folgen zum Einsatz kam, folgten in den Jahren danach zahlreiche Kurz- und Gastauftritte in Fernsehserien und Filmen. 2000 war er dabei in der Komödie Screenland Drive in einer Hauptrolle zu sehen, im gleichen Jahr folgten Gastauftritte in den Serien Sex and the City, Just Shoot Me – Redaktion durchgeknipst und Chaos City.
2001 folgte in Felicity ein weiterer Gastauftritt, wobei er bereits im Jahre 1999 zu einem Kurzauftritt in der Sitcom gekommen war. Außerdem brachte er es 2001 zu einer Rolle in der Komödie Say Uncle sowie im Jahre 2002 zu Hauptrollen im TV-Kurzfilm B.S. und im Film Ausziehen, einziehen, umziehen!. In den beiden Filmen Super süß und super sexy und Voll frontall, die ebenfalls im Jahre 2002 veröffentlicht wurden, war er jeweils in einer Gast- bzw. Nebenrollen zu sehen. Im gleichen Jahr kam er Kurzauftritten in den Fernsehserien CSL – Crime Scene Lake Glory, Friends und King of Queens, wobei er in Friends sogar in der für zwei Episoden wiederkehrenden Rolle des Cliff eingesetzt wurde. 2003 hatte McClintock erneut zahlreiche Film- und Fernsehauftritte. Während er in einem titellosen Filmprojekt mit Nicole Sullivan zum Einsatz kam, wurde er auch für die Filme See Jane Date und Picking Up & Dropping Off gebucht und hatte dabei jeweils Nebenrollen inne. Parallel dazu übernahm er in diesem Jahr erneut eine Hauptrolle in einer Fernsehserie. Diese hatte er in der nur sehr kurzlebigen, aber doch starbesetzten Sitcom A.U.S.A., wo er neben Schauspielern wie Scott Foley, Amanda Detmer, Ana Ortiz, Peter Jacobson oder John Ross Bowie agierte. Auftritte in jeweils einer Episode hatte der etwa 36-Jährige im Jahre 2003 auch in Kate Fox & die Liebe, The Pitts und Office Girl. Zudem kam er in diesem Jahr erstmals in der Serie Married to the Kellys zum Einsatz, wo er die Rolle des Bob belegte und in dieser auch 2004 zum wiederholten Male eingesetzt wurde. Im Jahre 2005, in dem er am 1. Mai auch seine jetzige Ehefrau Lynn Sanchez, einen Creative Director, heiratete, war er in den Filmen Heirat mit Hindernissen und Three Wise Guys wiederholt in Hauptrollen zu sehen. Zudem wurde er in diesem Jahr in jeweils einer Folge der beiden erfolgreichen Fernsehserien Dr. House und Monk eingesetzt.

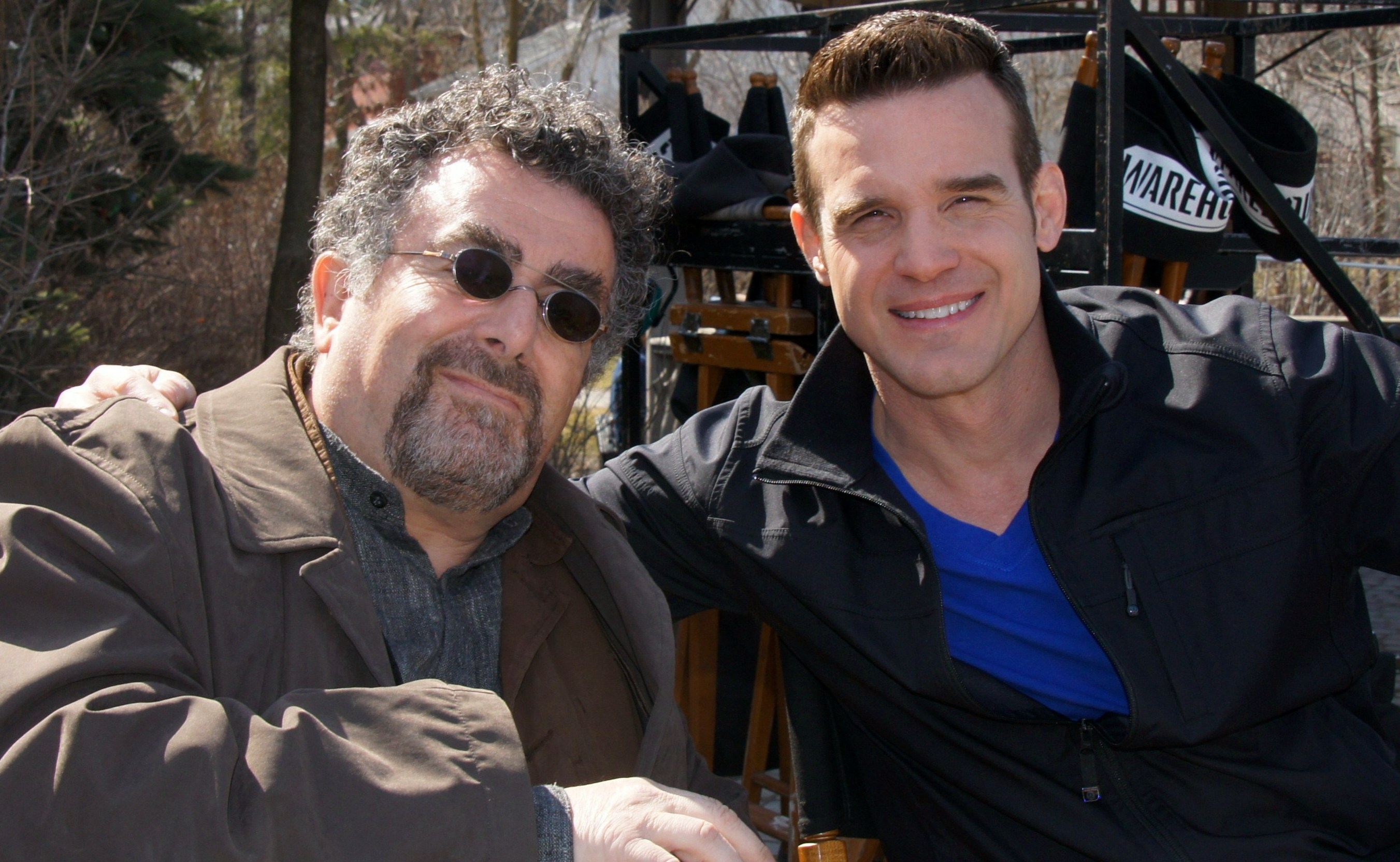
Saul Rubinek (links) und Eddie McClintock am Set von Warehouse 13 (2010)

Im Jahre 2006 bekam McClintock seine vierte Hauptrolle in einer Fernsehserie, als er in der ebenfalls nur kurzlebigen Serie Crumbs zum Einsatz kam und zudem noch in einer Episode von The Great Malones zu sehen war. Außerdem folgten für den nunmehr fast 40-Jährigen auch noch Auftritte in wiederkehrenden Rollen in den Serien Desperate Housewives (3 Episoden), My Boys (4 Episoden) und von 2006 bis 2007 drei Episoden von Big Day. Zudem bekleidete er in einer Reihe von vier verschiedenen Episoden der zweiten Staffel von Bones – Die Knochenjägerin die Rolle des Special Agent Tim Sullivan. Des Weiteren folgten für McClintock in diesem Jahr Auftritte in jeweils einer Episode von The Winner und Shark. Nachdem er 2008 in einer Folge von Moonlight eingesetzt worden war, kam er im Jahre 2009 zu seinem nächsten größeren Engagement, als er als Special Agent Pete Lattimer, einem der Hauptcharaktere, in den Cast von Warehouse 13 geholt wurde. 2014 wurde die Serie nach fünf Staffeln beendet. Weitere Einsätze im Jahre 2009 hatte er in den beiden Filmen Pet Peeves und The New 20’s, sowie in zwei Episoden von Roomates. 2010 stand er in jeweils einer Episode von Better Off Ted – Die Chaos AG, CSI – Den Tätern auf der Spur, Romantically Challenged und Suite 7 erneut vor der Kamera. 2011 folgte die Veröffentlichung einer Folge von Fairly Legal, in der McClintock ebenfalls zu sehen ist.
Mit seiner Ehefrau Lynn, einer Abgängerin der University of Texas at Austin (Jahrgang 1995) aus der texanischen Stadt Corpus Christi, hat Eddie McClintock zwei Söhne. Er selbst gehört der international tätigen Agentur International Creative Management mit Sitz in Beverly Hills an. Seine High-School-Zeit verbrachte er an der Hoover High School in seiner Heimatstadt North Canton, wo er 1985 seinen Abschluss machte und an die bereits erwähnte Wright State wechselte, wo er bis 1991 verweilte. Mit seiner Familie wohnt der Schauspieler in Studio City, Los Angeles.

## Filmografie

### Filme
- 1999: Dr. Mumford
- 2000: Screenland Drive
- 2001: Say Uncle (Fernsehfilm)
- 2002: Moving August (Hauptrolle)
- 2002: Super süß und super sexy
- 2002: Voll Frontal
- 2002: B.S. (Fernsehfilm)
- 2003: See Jane Date (Fernsehfilm)
- 2003: Picking Up & Dropping Off  (Fernsehfilm)
- 2003: Untitled Nicole Sullivan Project (Fernsehfilm)
- 2005: Confessions of an American Bride (Fernsehfilm)
- 2005: Three Wise Guys (Fernsehfilm)
- 2009: The New 20's (Kurzfilm)
- 2009: Pet Peeves (Kurzfilm)
- 2012: Boogeyman (Fernsehfilm)
- 2013: A Fish Story
- 2019: My Stepfather's Secret (Fernsehfilm)
- 2020: Wake Up To Love
- 2020: Reboot Camp
- 2021: Just Swipe
- 2021: Chosen
- 2022: Duplicate Divinity

### Fernsehserien
- 1997: Diagnose: Mord (Folge 4x14)
- 1997, 2017: Ned & Stacey (Folge 2x07, 2x11, 2x12 & 2x20)
- 1998–1999, 2002: Holding the Baby (13 Folgen)
- 1999: Zoe, Duncan, Jack & Jane (Folge 1x09)
- 1999–2000: Männer ohne Nerven (Stark Raving Mad, 22 Folgen)
- 1999, 2001: Felicity (Folge 1x15 & 4x08)
- 2000: Sex and the City (Folge 3x13)
- 2000: Just Shoot Me – Redaktion durchgeknipst (Folge 5x07)
- 2000: Chaos City (Folge 5x08)
- 2002: Glory Days (Folge 1x05)
- 2002: Friends (Folge 8x23 & 8x24)
- 2002: King of Queens (Folge 5x09)
- 2003: A.U.S.A. (8 Folgen)
- 2003: The Pitts (Folge 1x05)
- 2003: Office Girl (Folge 2x05)
- 2003: Kate Fox & die Liebe (Folge 1x13)
- 2003–2004: Married to the Kellys (Folge 1x05 & 1x16)
- 2005: Dr. House (Folge 1x19)
- 2005: Monk (Folge 4x04)
- 2006: Desperate Housewives (Folge 2x17, 2x18 & 2x20)
- 2006: My Boys (4 Folgen)
- 2006: The Great Malones (Pilotfolge)
- 2006: Crumbs (13 Folgen)
- 2006–2007: Big Day (Folge 1x07, 1x10 & 1x11)
- 2007: The Winner (Folge 1x05)
- 2007: Shark (Folge 2x02)
- 2007, 2017: Bones – Die Knochenjägerin (Folge 2x13–2x16 & 12x08)
- 2008: Moonlight (Folge 1x14)
- 2009: Roommates  (Folge 1x10 & 1x13)
- 2009–2014: Warehouse 13 (Hauptrolle, 64 Folgen)
- 2010: Better Off Ted – Die Chaos AG (Folge 2x11)
- 2010: CSI: Vegas (Folge 10x16)
- 2011: Fairly Legal (Folge 1x04)
- 2011: Love Bites (Folge 1x04)
- 2011: Romantically Challenged (Folge 1x05)
- 2013: The Mentalist (Folge 5x17)
- 2013: Malibu Country (Folge 1x18)
- 2014: Modern Family (Folge 5x13)
- 2014: Castle (Folge 6x23)
- 2014: Mind Games (Folge 1x09)
- 2014: Witches of East End (Folge 2x07)
- 2015: Backstrom (Folge 1x02)
- 2015: Marvel’s Agents of S.H.I.E.L.D. (Folge 2x12)
- 2015: Battle Creek (Folge 1x12)
- 2016: Supergirl (Folge 1x17)
- 2016–2018: Shooter (11 Folgen)
- 2018: MacGyver (Folge 2x13)
- 2019: 9-1-1 (Folge 2x16)
- 2019: Nick für ungut (Nebenrolle 11 Folgen)
- 2021: Mighty Ducks: Game Changer (1x05)

### Webserien
- 2010: Suite 7 (Folge 1x02)
- 2011: Warehouse 13: Of Monsters and Men (10 Folgen)
- 2012: Warehouse 13: Grand Designs (10 Folgen)

### Videospiele
- 1997: Wing Nuts (als Edward T. McLintock)

### Sonstiges
- 1993: Fire Line – Die große Chance (zweiter Kamera-Assistent)

- Eddie McClintock bei IMDb
- Offizielle Homepage von Eddie McClintock (englisch)
- Eddie McClintock auf filmreference.com (englisch)